# Saitis cyanipes
Saitis cyanipes är en spindelart som beskrevs av Simon 1901. Saitis cyanipes ingår i släktet Saitis och familjen hoppspindlar. Inga underarter finns listade i Catalogue of Life.